# Настоящие кузнечики
Настоящие кузнечики, или кузнечиковые (лат. Tettigoniidae) — семейство насекомых из отряда прямокрылых.

## Название
Название Tettigoniidae происходит от латинизированного др.-греч. τέττιξ (цикада).

## Описание

### Морфология имаго
Тело у представителей семейства преимущественно стройное и вытянутое. Окраска зелёная, коричневая, серая, чёрная, землистых тонов или жёлтая. Часто в окраске присутствуют тёмные или светлые полосы либо пятна на диске переднеспинки. Полосы или пятна в окраске обычно соответствуют цветам окружающих растительных остатков и сухой травы. Окраска и рисунок в окраске многих видов характеризуются широкой изменчивостью. У некоторых видов тело имеет причудливые формы. Ряд представителей семейства отличаются веретеновидной формой тела и бугорчатой, шероховатой, морщинистой или зернистой структурой покровов. Очень часто кузнечики имеют внешний вид и окраску, сходные с внешним видом и окраской листьев или других частей растений, на которых живут. Живущий на Малайском архипелаге кузнечик Elimaea poaefolia имеет сильно удлинённое тело, схожее со стеблем растения, на котором он сидит. Маскировка достигается благодаря значительному расширению надкрылий, а также их специфическому жилкованию. В зависимости от окраски они имитируют или здоровые, или отмирающие и мёртвые листья. На листоподобных крыльях Cycloptera elegans имеются бурые пятна, напоминающие повреждения листьев паразитическими грибами. У видов Tanusia пятнистость надкрылий имитирует начало разложения листа, а неровные края создают впечатление, что лист объеден или обломан. Также сильно повреждёнными кажутся листоподобные крылья у акридоксены (Acridoxena hewaniana). Некоторые индо-малайские кузнечики, живущие на деревьях, имитируют лишайники. Например, яванская сатрофилия (Satrophyllia femorata), сидя неподвижно с вытянутыми вперёд усиками и передними ногами на ветке дерева, совершенно сливается с общим фоном покрывающих эту ветку лишайников.

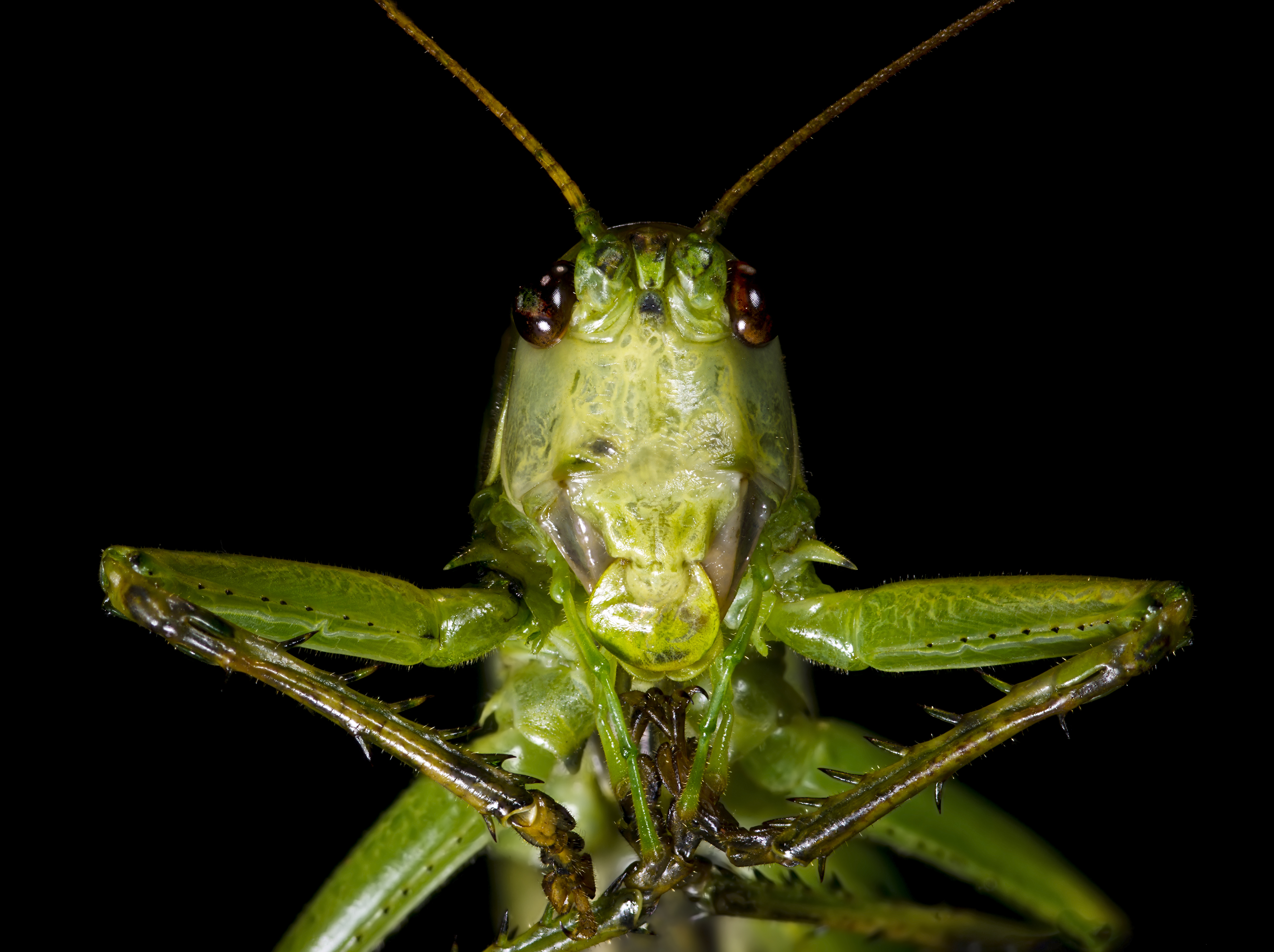
Голова Tettigonia viridissima крупным планом

Среднегрудь значительно укорочена. Заднеспинка крупная и развитая, разделена на большой щит и меньших размеров щиток. Хорошо выражена заспинка.

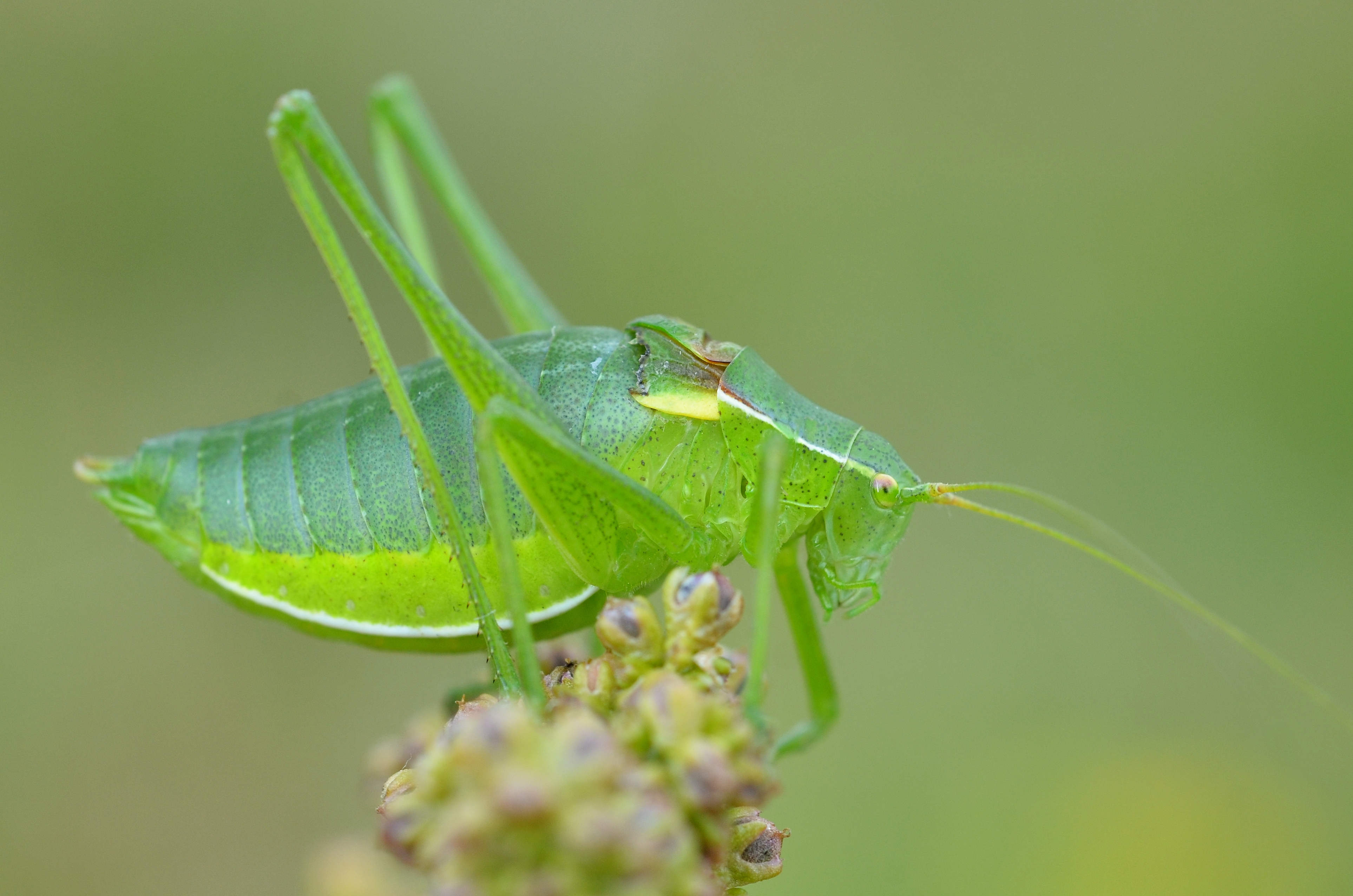
Самец Isophya pyrenaea

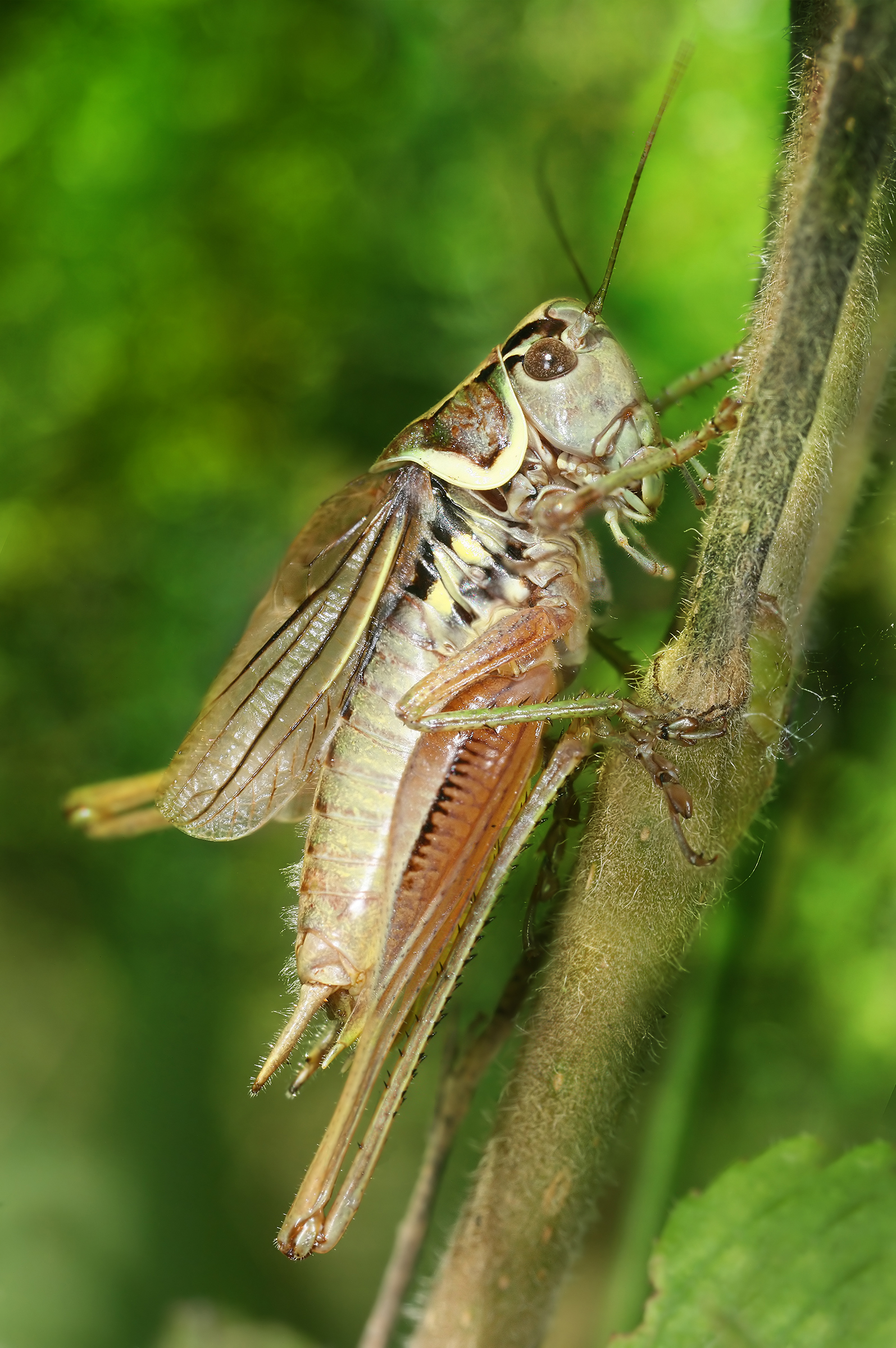
Самец скачка Резеля

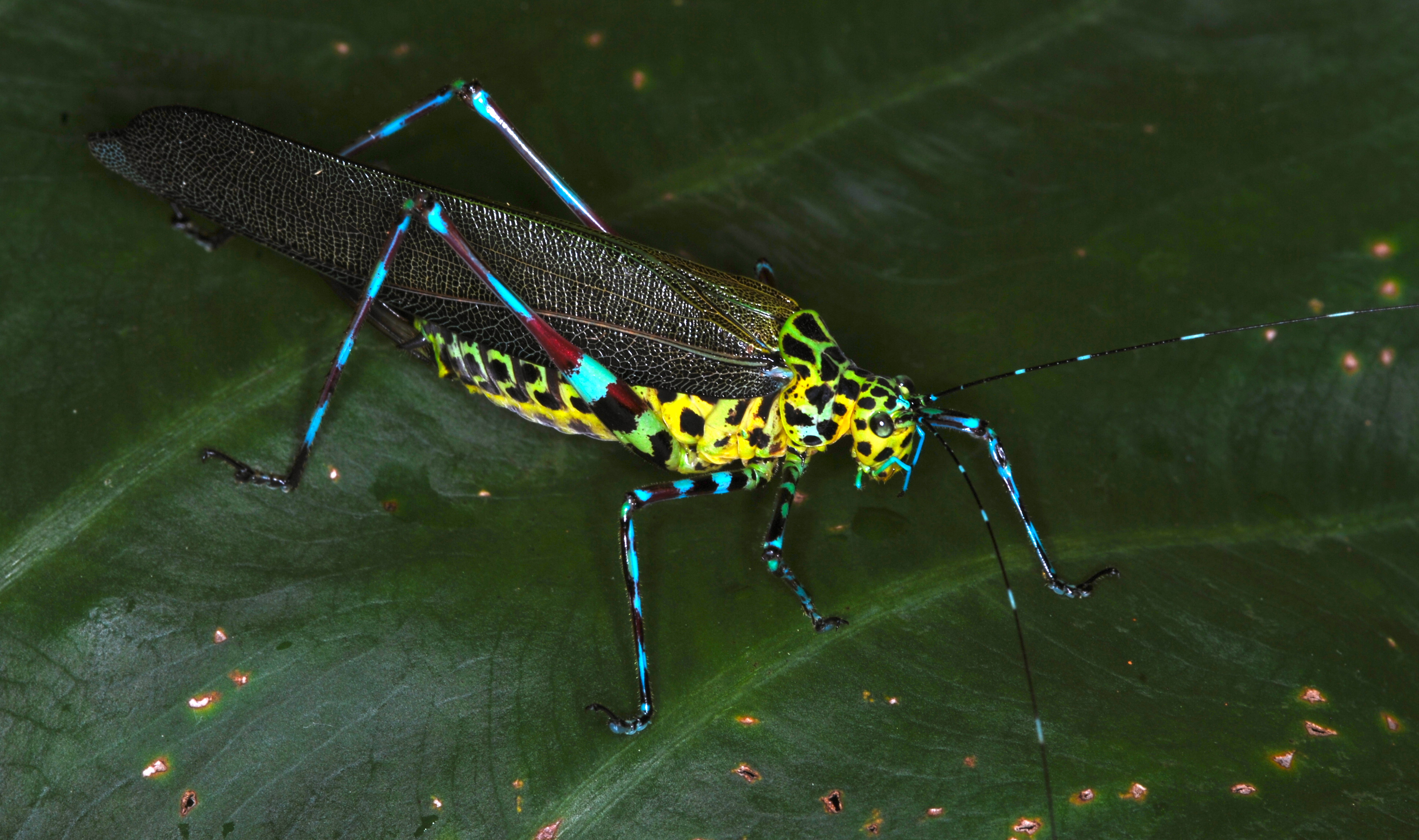
Тропические виды, такие как Poecilopsyra octoseriata, часто имеют яркую окраску

«Звуковой аппарат» (стридуляционный аппарат) у настоящих кузнечиков расположен на надкрыльях. У основания надкрылий самца расположен орган стрекотания, который состоит из стридуляционной части (видоизменённой передней анальной жилки, которая на левом из надкрылий снизу зазубрена) и зеркальца — прозрачной резонирующей мембраны, более развитой на правом из надкрылий. Левое надкрылье всегда лежит поверх правого. В основании правого надкрылья находится т. н. зеркальце, имеющее вид округлой тонкой прозрачной перепонки, которая окружена толстой жилкой, образующей рамку. На левом надкрылье также расположена перепоночка в виде зеркальца, но она непрозрачная, матовая и довольно плотная. Толстая жилка, окружающая её на нижней стороне надкрылья, имеет мелкими зубчики. Данная жилка носит название стридуляционной — она выполняет роль смычка, а «зеркальце» при стрекотании служит резонатором. Во время стрекотания насекомое немного приподнимает и раздвигает свои надкрылья, а потом принимается вибрировать ими из стороны в сторону, в результате чего зубчики «смычка» начинают тереться о рамку «зеркальца» правого надкрылья. Благодаря «зеркальцу» звук значительно усиливается и становится слышен издалека. Каждый вид кузнечиков имеет специфичный набор издаваемых звуков. В большинстве случаев звуковым аппаратом обладают только самцы, однако есть виды, у которых стрекочут и самки. У кузнечиков из подсемейства Meconematinae звуковой аппарат отсутствует у обоих полов, поэтому самцы издают лишь слабый стук задними ногами.
Орган слуха находится на голенях передних ног. Внешне он легко обнаруживается на конечности благодаря наличию 2 овальных перепонок, расположенных по обеим сторонам голени и выполняющих функции барабанных перепонок уха человека. В одних случаях эти перепонки открыты; у большинства же настоящих кузнечиков они прикрыты хитиновыми покрывными мембранами, и на конечности снаружи видны только 2 продольные щели. Внутренняя часть слухового аппарата характеризуется сложной структурой.
Как у всех прямокрылых, у настоящих кузнечиков задние ноги прыгательного типа, но обычно насекомые передвигаются, быстро ползая при помощи всех 6 ног.
Брюшко с широким основанием образовано 10 четко различимыми сегментами, соединёнными между собой эластичными мембранами. Тергиты по длине намного превышают стерниты и прикрывают верхнюю и боковые части брюшка. Количество тергитов превышает количество стернитов. Тергитов у обоих полов 10, стернитов — 9 у самца и 8 у самки. С каждой стороны II—VII сегментов брюшка расположены удлинённые пластины. Брюшко лишено тимпанального органа. Снизу оно заканчивается генитальной пластинкой, которая у самок образована VIII стернитом, у самцов — увеличенным выпуклым IX стернитом. Генитальная пластинка самцов постепенно суживается к вершине, у самок имеет прямой или округленный задний край. Яйцеклад самки саблевидный, серповидный или мечевидный, сжат с боков. Формула лапок (число члеников в лапках от первой к третьей паре ног) 4-4-4.

## Размножение

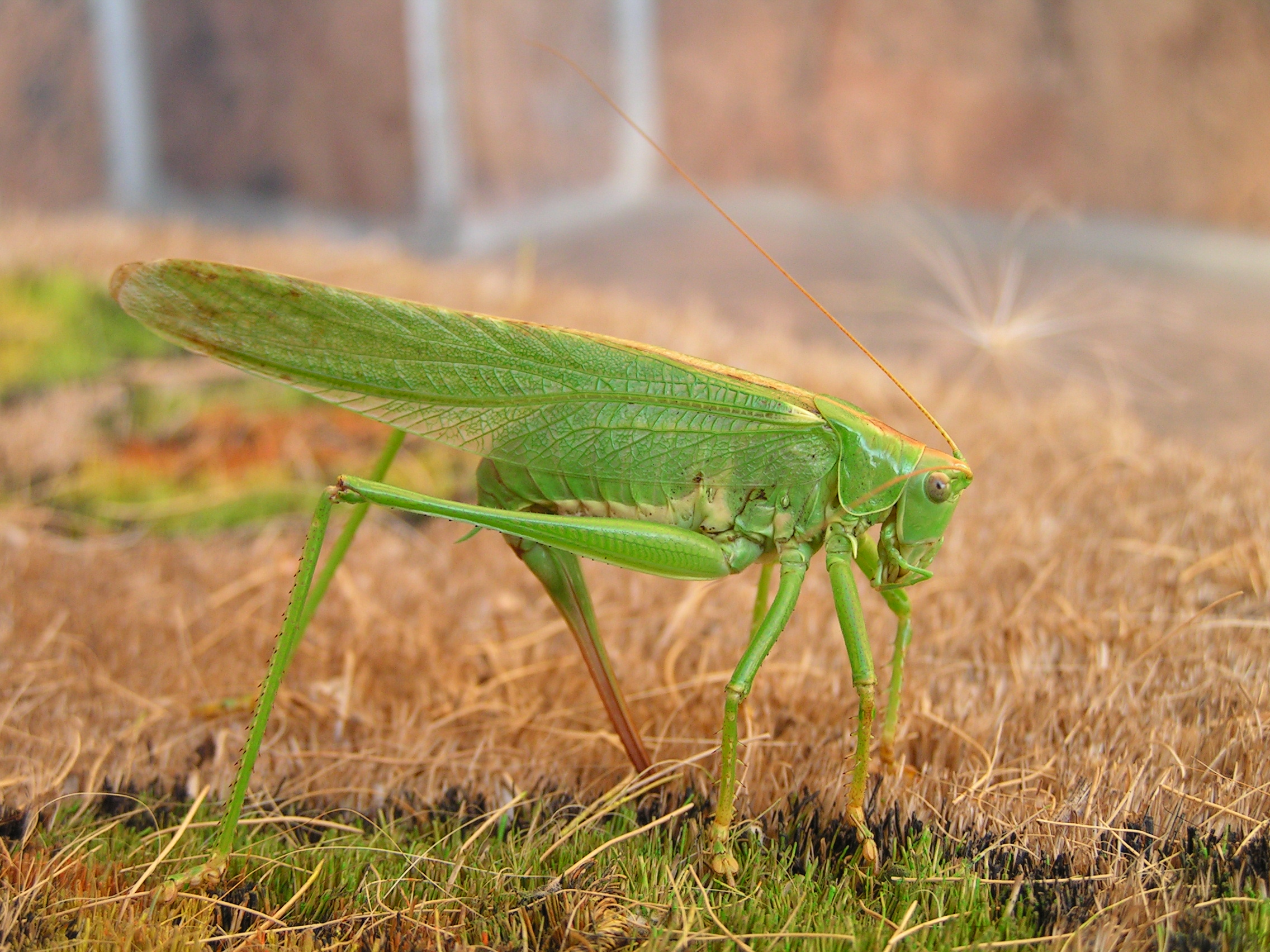
Самка Tettigonia caudata, откладывающая яйца

Для семейства, как и для всех остальных прямокрылых, характерно сперматофорное оплодотворение. Сперматофор имеет вид круглого, плотного баллона без удлинённой шейки. При спаривании он вкладывается в расширенную генитальную камеру самки, соединённую с семяприёмником. Затем сперматофор опорожняется без участия самца. Спустя 2-4 дня спавшаяся оболочка сперматофора выводится из полового отверстия самки. При спаривании самец подвешивает к концу брюшка самки сперматофор. Сперматофор состоит из флакона (основной части) и сперматофилакса (дополнительной части). Флакон покрыт оболочкой, имеет узкую шейку и две укрепляющие лопасти. Внутренняя полость флакона, в которой содержатся сперматозоиды, разделена перегородкой на две части. Сперматофилакс представляет собой липкую массу. Самец вводит в половое отверстие самки шейку флакона, при этом сам флакон и сперматофилакс остаются снаружи. После спаривания самка обычно медленно поедает сперматофилакс, при этом сперма постепенно перетекает из флакона в яйцевод, после чего самка поедает и флакон. Подвешенный к брюшку самки сперматофор с утяжеляющим его сперматофилаксом затрудняет движение самки и мешает откладке яиц и повторному спариванию. При этом поедание должно быть медленным, иначе сперма не успеет перетечь из флакона в яйцевод.
Как и все прямокрылые, представители семейства относятся к насекомым с неполным превращением, и их развитие протекает по общей схеме — яйцо, личинка, взрослое насекомое (имаго).
Яйца маленькие, удлинённые, с широко закруглённым нижним концом и длинным тонким отростком (микропиле) на верхнем конце. Только что отложенные яйца светло-розового цвета, вскоре становятся светло-жёлтыми, а позже — жёлто-серыми. По мере развития эмбриона яйцо несколько утолщается. Яйца не защищены пенистой массой или кубышкой (капсулой, которую для предохранения своих яиц создают в грунте с помощью особых выделений прямокрылые надсемейства Саранчовых). Самки откладывают яйца плотным комком в верхний слой почвы (или в растительные остатки), предварительно вырыв в ней створками яйцеклада округлую неглубокую ямку. Яйца откладываются поодиночке или же небольшими кучками по 5—10 шт. У растительноядных видов яйца чаще всего откладываются на поверхность или внутрь наземной части растения. Самка четырёхточечного пластинокрыла откладывает яйца в паренхиму листа. Она садится верхом на край листа, сжимая его с боков передними и средними ногами, затем слегка надгрызает его край и сильно подгибает брюшко. Придерживая челюстями основание яйцеклада, самка вводит его створки в паренхиму в месте надреза. Яйцеклад погружается почти полностью, и яйцо откладывается на самое дно образовавшегося в ткани кармашка. Обыкновенный пластинохвост откладывает яйца в щели старой древесины столбов и заборов, а другой вид этого рода — в трещины коры деревьев и кустарников. Шиповатый пластинокрыл откладывает яйцо за влагалище листа злаковых. Короткокрылый мечник использует для откладки яиц стебли тростника или ситника с хорошо развитой сердцевиной. Период эмбрионального развития сравнительно длительный, его длительность зависит от температуры воздуха.

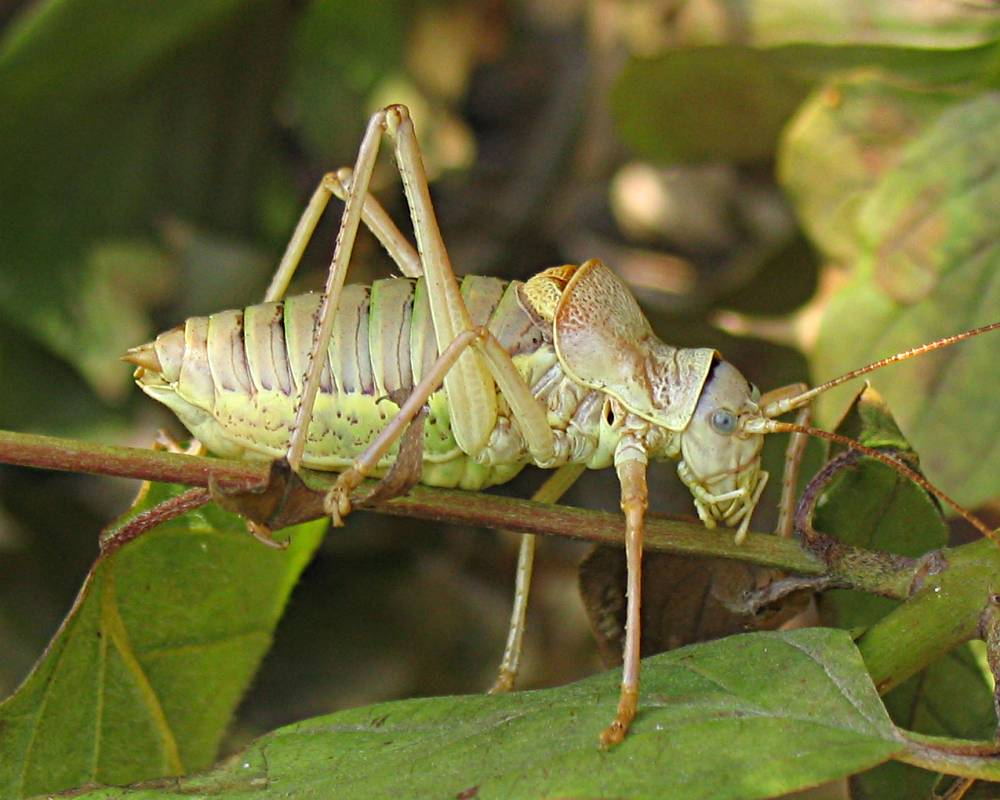
Ephippiger ephippiger

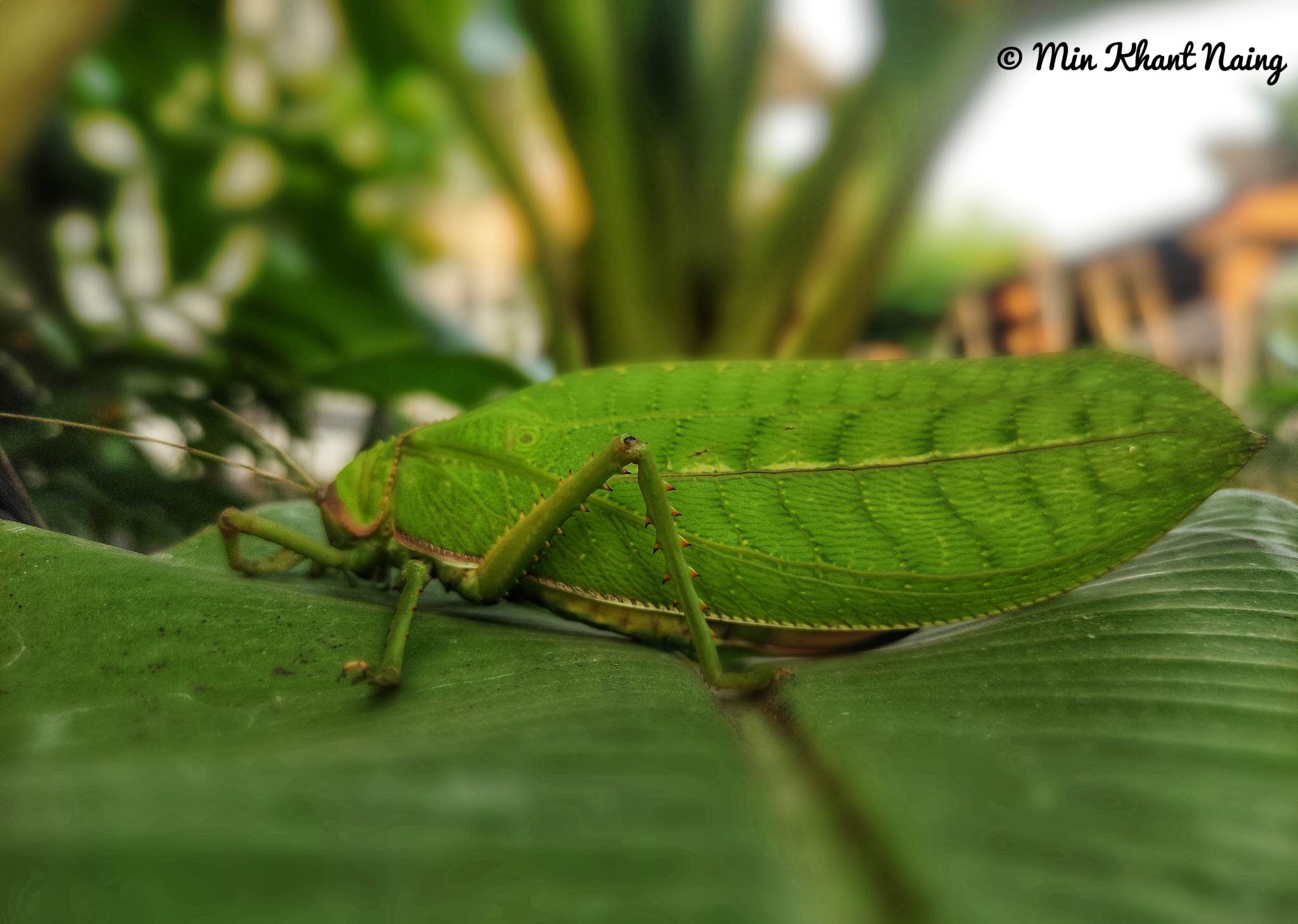
Pseudophyllus titan формой и окраской тела подражает листу растения

Вылупившиеся из яйца личинки очень маленькие, бледно-жёлтого цвета с черными глазами. Уже через 5 минут после выхода из яйца личинки способны передвигаться и совершать прыжки. Спустя 2—3 часа они приобретают тёмную окраску. Время развития личинки каждого возраста до линьки зависит от особенностей вида и погодных условий. После каждой линьки личинка увеличивается в размерах и претерпевает изменения: изменяются форма, величина и расположение крыловых зачатков, увеличивается число члеников в усиках, меняются концевые придатки брюшка, а также пропорции отдельных частей тела. В течение развития личинки проходят 5—6 возрастов. В умеренных широтах зимуют на стадии взрослого насекомого или личинки старшего возраста.
У палеарктических видов в средней полосе умеренного климата откладывание яиц обычно идёт во второй половине лета. Отложенные яйца зимуют, а личинки вылупляются весной и в течение жизни линяют 4-6 раз. После последней линьки происходит окрыление.

## Биология
Большинство кузнечиков питаются растительной пищей, для некоторых характерно смешанное питание, встречаются и хищники. Некоторые виды вредят сельскохозяйственным культурам и древесным породам.

## Ареал и места обитания
Представители семейства распространены всесветно, за исключением Антарктиды, но наибольшего разнообразия и видового обилия семейство достигает в тропических регионах. Биотопы разнообразны: от тропических джунглей и пустынь — до тундр и высокогорных альпийских лугов. Отдельные виды в своих ареалах продвигаются далеко на север и встречаются в районах, где отсутствуют другие представители отряда.
Настоящие кузнечики обитают на поверхности почвы, типичные скрытноживущие обитатели среди растительности или растительных органических остатков на поверхности почвы либо луговой подстилки. Требования к влажности различны: одни виды населяют влажные места и берега водоёмов, другие предпочитают более сухие, освещённые солнцем участки.

## Классификация и систематика
Семейство содержит около 20 подсемейств, которые включают около 200 родов и более 6400 видов.

## Эндемики Кавказа и Закавказья

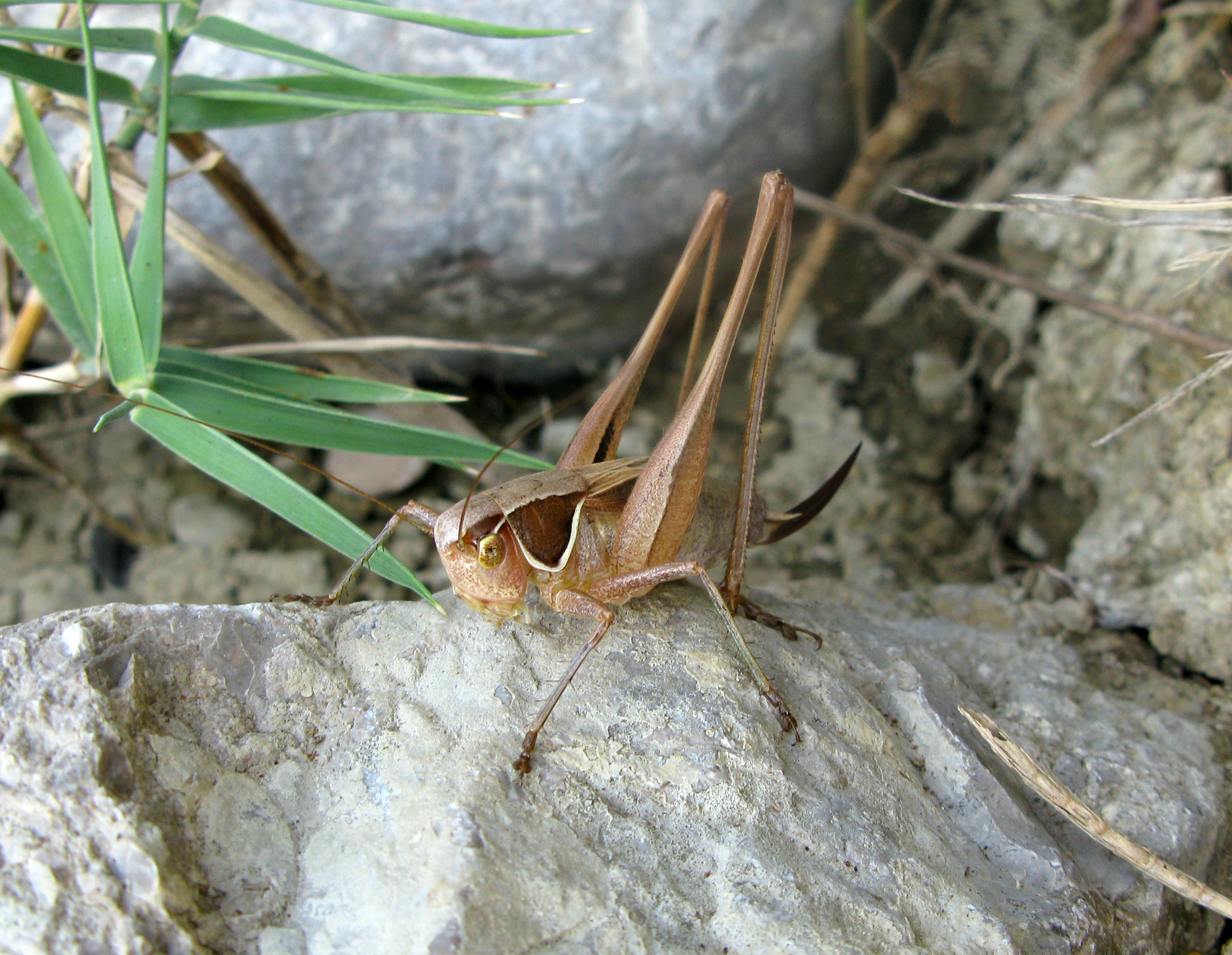
Sepiana sepium

- Euconocercus caucasicus
- Leptophyes trivittata
- Montana armeniaca
- Phytodrymadusa armeniaca
- Platycleis affinis
- Platycleis iljinskii
- Platycleis intermedia